# 2005年憲法改革法
2005年憲法改革法（2005ねんけんぽうかいかくほう、英語: Constitutional Reform Act 2005）は、イギリス（連合王国）の不成典憲法を構成する法令及び制度を改革し、連合王国最高裁判所の設立などを定めるため、2005年に制定されたものである。

## 成立まで
2004年2月24日に貴族院で提出された法案であったが、このときは「大法官の廃止」「連合王国最高裁判所を設立し、常任上訴貴族を貴族院から最高裁判所に移す」「首席判事と枢密院司法委員会の改革」といった内容が盛り込まれたが、大きく論争を呼ぶ内容であり、貴族院は改正案を通過させた。最終的に貴族院を通過した法案では大法官の官職が存続したが、司法に関する職務が大きく削がれ、また政府が大法官を庶民院議員から選ぶと宣言したため大法官が自動的に貴族院議長を兼任することもなくなった。
2003年に新設された憲法事項担当大臣は大法官の行政職務を完全に取って代わる予定であり、改正案では大法官の官職が存続したが憲法事項担当大臣も廃止されなかった。その後、2007年に司法大臣に改称され、以降の司法大臣は常に大法官が兼任している。一方、国璽尚書はそれまで大法官の兼任で、2004年2月の法案では委員会制に改革するとされたが、最終的には大法官の兼任のままとなった。
2005年憲法改革法は2005年3月21日に議会を通過し、3月24日に女王の裁可を受けた。

## 内容

### 大法官の役割
大法官の司法に関する職務が大きく削がれ、貴族院議長を自動的に兼任しなくなった（附則6）。また、第17条では大法官の就任宣誓について定めた。

### 最高裁判所の設立
貴族院の司法機能と枢密院司法委員会の機能の一部が新設の連合王国最高裁判所に移譲された。最高裁判所では裁判官12名が特許状により任命され（第23条）、最初の裁判官12名は施行時点の常任上訴貴族12名が横すべりで就任するとされた（第24条）。最高裁判所の裁判官は原則としては終身任命であり、死亡あるいは議会の解任決議により空位が生じた場合は主席裁判官（President）、副主席裁判官（Deputy President）などで構成される最高裁判所任命委員会が指名するとした（附則8）。指名した人物に対し、大法官は1度だけ拒否権を行使することができる（第29条。後の法改正で司法大臣に変更）。

### 裁判官の任命
イギリスの裁判官任命はそれまで君主が大法官の助言に基づき行っていたが、これは1991年には英国法曹協会から批判されており、英国法曹協会はその代わりとして、独立した組織による任命に改革すべきとした。2005年憲法改革法の第61条で裁判官選考委員会が設立されたことで、英国法曹協会の提言が受け入れられた形となった。
最高裁判所の裁判官については弁護士を少なくとも15年間務めた人物か、高位の法曹界官職を少なくとも2年間務めた人物という規定が設けられ（第25条）、1876年上訴管轄権法における常任上訴貴族への叙爵条件と同等となった。